# Lijst van gezaghebbers van Sint Eustatius

## Eilandgebied Sint Eustatius
Dit is een lijst van gezaghebbers van de Nederlands-Antilliaanse eilandgebied Sint Eustatius
Tot 1 april 1983 viel Sint Eustatius samen met Saba en Sint Maarten onder het Eilandgebied de Bovenwindse Eilanden. De gezaghebber van dit eilandgebied werd op Sint Eustatius vertegenwoordigd door een administrateur (1951-1983). Van 1983-2018 was de titel gezaghebber of in het Engels 'lieutenant governor'.

| Ambtsperiode                    | Naam gezaghebber                    | Partij of stroming | Bijzonderheden |
| ------------------------------- | ----------------------------------- | ------------------ | --- |
| 23 juli 1976 - 23 augustus 1976 | Charles Austin Woodley (waarnemend) |                    | |
| augustus 1976 - 1981            | Oswald G. Bell                      |                    | |
| 1981                            | Cedrick C. Lijfrock (waarnemend)    |                    | |
| 1981 - 1983                     | Vacquelin M.W. Connor               |                    | |
| 1 april 1983 - november 1983    | Jan Lens (waarnemend)               |                    | |
| november 1983 - 1990            | George (G.R.) Sleeswijk             |                    | |
| 1990 - 1 november 1995          | Irvin (I.E.) Temmer                 |                    | |
| 1996 - 1 augustus 1997          | Etiènne (E.R.) Locadia              |                    | |
| 1 oktober 1997 - 1 oktober 2003 | Eugène (E.R.) Abdul                 |                    | |
| 1 januari 2004 - 1 januari 2010 | Hyden Gittens                       |                    | |
| 1 januari 2010 - 1 april 2010   | Gerald Berkel (waarnemend)          |                    | Trad al sinds 2003 op als waarnemend gezaghebber, maar dan voornamelijk bij kortstondige afwezigheid (als een soort loco-gezaghebber). |
| 1 april 2010 - 10 oktober 2010  | Gerald Berkel                       |                    | |

## Openbaar lichaam Sint Eustatius
Dit is een lijst van gezaghebbers van het Nederlandse openbaar lichaam Sint Eustatius
Vanaf februari 2018 kwam het Statiaanse bestuur tijdelijk in handen van een regeringscommissaris, die het bestuurscollege (gezaghebber en gedeputeerden) en de eilandsraad verving. Met de inwerkingtreding van het 'Koninklijk Besluit fase 3.0 van de Wet herstel voorzieningen Sint Eustatius' per 10 april 2024 is deze situatie beëindigd.
| Ambtsperiode                       | Titel                | Naam             | Partij of stroming | Plaatsvervanger | Bijzonderheden                                                                                |
| ---------------------------------- | -------------------- | ---------------- | ------------------ | --------------- | --------------------------------------------------------------------------------------------- |
| 10 oktober 2010 - 1 april 2016     | gezaghebber          | Gerald Berkel    |                    |                 | Van rechtswege benoemd op grond van art. 235 WolBES (overgangsbepaling)                       |
| 1 april 2016 - 7 februari 2018     | gezaghebber          | Julian Woodley   | DP                 |                 | Waarnemend. Eervol ontslagen op grond van de Tijdelijke wet taakverwaarlozing Sint Eustatius. |
| 7 februari 2018 - 15 februari 2020 | regeringscommissaris | Marcolino Franco |                    | Mervyn Stegers  |                                                                                               |
| 15 februari 2020 - 22 juni 2021    | regeringscommissaris | Marnix van Rij   |                    | Alida Francis   |                                                                                               |
| 22 juni 2021 - 27 maart 2024       | regeringscommissaris | Alida Francis    |                    |                 |                                                                                               |
| 10 april 2024 -                    | gezaghebber          | Alida Francis    |                    |                 | Benoemd als de eerste vrouwelijke gezaghebber van St. Eustatius op 8 maart 2024               |